# Knight Bachelor

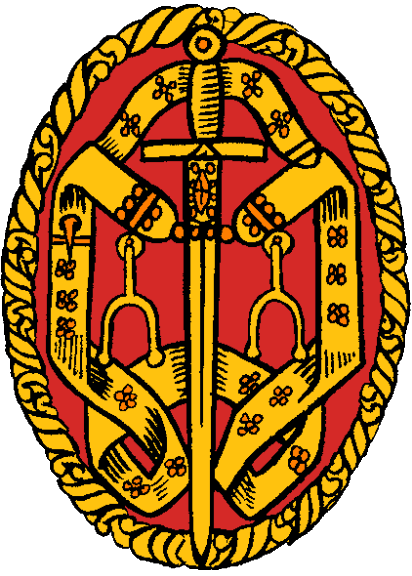
La insignia de Knight Bachelor dissenyada el 1926

Knight Bachelor és el rang més bàsic i més baix que es concedeix als homes que han estat nomenats cavallers pel monarca, que formen part del sistema d'honors britànic però no com a membres d'un dels ordes de cavalleria organitzats. Els Knight Bachelor són la classe més antiga de cavaller britànic (el rang ja existia durant el regnat d'Enric III d'Anglaterra (1 d'octubre de 1207 – 16 de novembre de 1272). No és una distinció atorgable a les dones. Les dones que mereixen un honor d'aquest nivell reben, a canvi, el nomenament de Dama Comandant (DBE) de l'Orde de l'Imperi Britànic.

## Criteris
S'atorga generalment pels serveis públics prestats. Entre els seus receptors estan tots els jutges masculins de l'Alta Cort d'Anglaterra i País de Gal·les. És possible ser un membre júnior d'un orde de cavalleria i un Knight Bachelor sense ser cavaller d'aquell orde; aquesta situació s'ha fet bastant comuna, especialment entre aquells reconeguts per la consecució en el món de l'espectacle. Per exemple, Sir George Martin i Sir Alex Ferguson són Comandants de l'Orde de l'Imperi Britànic (CBE), Sir Patrick Stewart és un Oficial de l'Orde de l'Imperi Britànic (OBE), i Sir Paul McCartney és un Membre de l'Orde de l'Imperi Britànic (MBE). Cap d'ells no tindria dret a l'apel·latiu honorífic "Sir" en virtut dels honors atorgats per l'OBE. Tanmateix, tots ells són també Knight Bachelor i, per tant, poden començar el seu nom amb aquest títol.

## Honorifics i postnominals

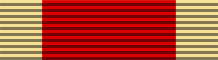
Cinta per als Knight Bachelor

Com altres cavallers, els Knight Bachelor són anomenats "Sir". En no ser cavallers de cap Orde de cavalleria, no hi ha cap sufix associat amb aquest títol. Tanmateix, quan el prefix "Sir" és malsonant o incòmode a causa del nom que el segueix, els receptors poden fer servir la paraula "Cavaller" o "Kt" després del seu nom en documents oficials per a indicar que tenen un honor addicional. Aquest estil és sovint adoptat pels Knight Bachelor que són també pars, baronets o cavallers de diferents ordres reglamentaris (p. ex. Sir William Boulton, Bt., Kt.).

## Insígnia
Fins a 1926 els Knight Bachelor no tenien cap insígnia que poguessin portar, però en aquell any el rei Jordi V del Regne Unit va emetre una ordre autoritzant lluir un distintiu en totes les ocasions apropiades. El distintiu dels Knight Bachelor es pot portar en el costat esquerre de l'abric o de la peça de roba exterior d'aquells a qui s'ha conferit el grau de Knight Bachelor. Mesurant-ne 2 3⁄8 polzades de llargada i l'1 3⁄8 polzades d'amplada.

## Societat Imperial de Knights Bachelor
La Societat Imperial de Knights Bachelor va ser fundada per al manteniment i consolidació de la Dignitat dels Knights Bachelor el 1908, i va obtenir reconeixement oficial del Sobirà el 1912. La Societat manté un registre de tots els Knights Bachelor, per als seus interessos.